# Treponema pallidum
Treponema pallidum är en tunn spiroket (5-15 µm lång och 0,15 µm tjock) som orsakar syfilis, yaws och bejel beroende på underart.  Syfilis är en sexuellt överförbar infektion, men kan även smitta foster om mamman är en bärare tidigt under graviditeten. T. pallidum är väldigt känslig och dör snabbt om den hamnar utanför kroppen. Hittills har inga lyckade försök att odla den på agarplattor gjorts. Den har även en väldigt lång generationstid (24-30 timmar). T. pallidum behandlas normalt med penicillin med lyckat resultat, hittills har inga resistenta stammar upptäckts. 

## Identifiering
Eftersom T. pallidum inte går att odla bekräftas en syfilisdiagnos genom att man letar efter antikroppar mot dem. Två olika typer av antikroppar kan mätas, dels antikroppar mot bakteriens ytproteiner och dels antikroppar mot fosfolipidmolekyler i membranet. Fosfolipidantikropparna används för att kontrollera att bakterien har försvunnit efter behandling och proteinantikropparna används för identifiering. Cellerna kan även ses med mörkfältsmikroskopi. Polymeraskedjereaktion används också vid identifiering av Treponema pallidum. 

## Morfologi
Treponema pallidum har en karaktäristisk plan, våg-formad morfologi. T. pallidum har ett jämnt yttre membran och ett cytoplasmamembran. Bakterien har ett tunt peptidoglykan lager och flagella i det periplasmiska rummet. T. pallidum har ett fåtal integral proteiner. 

## Underarter
Tre underarter av T. pallidum är kända:
- Treponema pallidum pallidum, som orsakar syfilis
- T. p. endemicum, som orsakar bejel eller endemisk syfilis
- T. p. pertenue, som orsakar yaws

Dessa tre underarter morfologiskt oskiljbara. Underarterna är antigenetiskt högt relaterade och har en väldigt hög sekvenshomologi. Underarten T. pallidum pallodum kan urskiljas från de andra underarterna med endast en baspar förändring i genen tpp15. T.p endemicum och T.p. pertenue har däremot skillnader i generna tprC och tprI. 